# Человек-паучник
«Человек-паучник» (англ. Spider-Plant Man) — короткометражный фильм-пародия на фильм «Человек-паук», созданный в поддержку организации «Разрядка смехом» (англ. Comic Relief) в 2005 году и показанный по каналу BBC 11 марта 2005 года.

## Сюжет
Питер Пайпер, фотограф, после укуса генетически модифицированного растения Паучник приобретает способность лазить по стенам и выпускать из рук лианы. Новоиспечённый супергерой спасает Джейн Мэри, девушку, в которую он влюблён, однако оказывается, что она считает Питера Пайпера неудачником, а вот с Человеком-паучником не прочь познакомиться поближе и даёт ему свой телефон. Осчастливленный Пайпер носится по городу, совершая добрые дела, и быстро завоёвывает популярность среди жителей Лондона. Другой супергерой, Бэтмен, теперь оказывается не у дел, от него уходит Робин, «интересовавшийся только деньгами», а сам экс-герой вынужден ездить на развалюхе Бэт-Clio. Чтобы заставить Человека-паучника бросить геройствовать, Бэтмен похищает Джейн Мэри и прячет её на Тауэрском мосту, где и происходит финальная «эпическая битва, на которую потрачена большая часть бюджета фильма». В тот момент, когда Человек-паучник почти одержал верх над Бэтменом, появляется Робин и, за 20 % отчислений с прибыли всех товаров Бэт-марки, соглашается помочь Бэтмену, однако в последний момент соглашается на более щедрое предложение Человека-паучника и отправляет бывшего друга в полёт.
Человек-паучник делает Джейн Мэри предложение, а на её вопрос: «Кто просит меня, Человек-паучник, или настоящий человек под маской», — отвечает: «Тебе выбирать».

## В ролях
| Актёр          | Роль                           |
| -------------- | ------------------------------ |
| Роуэн Аткинсон | Питер Пайпер / Человек-паучник |
| Рэйчел Стивенс | Джейн Мэри                     |
| Джим Бродбент  | Бэтмен                         |
| Маккензи Крук  | учёный                         |
| Ник Фрост      | учёный                         |
| Саймон Пегг    | Фрэнк Мэттерс                  |
| Тони Робинсон  | Робин                          |